# Mikhail Botvinnik
Mikhail Moiseyevich Botvinnik (em russo Михаи́л Моисе́евич Ботви́нник) (Kuokkala, 17 de agosto de 1911 — Moscou, 5 de maio de 1995) foi um enxadrista soviético e campeão mundial de xadrez.

## Carreira
Mikhail Botvinnik nasceu no Grão-ducado da Finlândia, então parte do Império Russo na localidade de Kuokkala, hoje chamada Repino, no Óblast de Leningrado. Apareceram notícias suas no mundo do xadrez quando tinha apenas catorze anos e derrotou o campeão mundial José Raúl Capablanca.
Progredindo de forma rápida, aos vinte anos de idade já Botvinnik era um mestre soviético de mérito firmado, tendo vencido pela primeira vez o Campeonato Soviético em 1931. Este feito repetiu-se nos anos de 1933, 1939, 1941, 1945 e 1952.
Aos 24 anos, Botvinnik competia de igual para igual com a elite mundial, acumulando sucessos em torneios internacionais em alguns dos torneios mais fortes da época. Podemos referir as vitórias em Moscovo em 1935 (empatado com Salo Flohr e deixando para trás Emanuel Lasker e Capablanca) e em Nottingham em 1936, para além do prestigioso terceiro lugar (atrás de Reuben Fine e Paul Keres) no torneio AVRO em 1938.

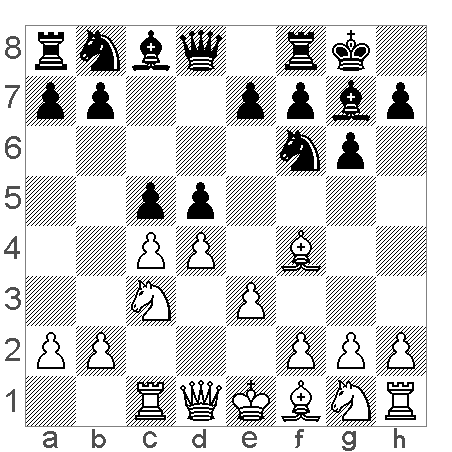
Gambito Botvinnik

Sem surpresa, Botvinnik continuou a sua senda de sucesso e deteve o título de Campeão do Mundo em três períodos distintos (1948-57, 1958-60 e 1961-63). A sua longa permanência na elite mundial do xadrez é atribuída à sua impressionante dedicação ao estudo. A preparação dos jogos e a sua análise posterior não eram armas que os seus antecessores esgrimissem, sendo contudo este estudo que conferia a Botvinnik muita da sua força. A técnica em vez da tática, perícia no final em vez das armadilhas nas aberturas.
Adoptou e desenvolveu linhas sólidas de aberturas na Nimzo-Indiana, Defesa Eslava e Defesa Francesa, que se aguentaram perante vários testes, sendo-lhe possível concentrar-se num pequeno repertório de aberturas durante os seus matches mais importantes, permitindo-lhe frequentemente encaminhar o jogo para temas bem preparados. Por várias vezes defrontou, em encontros de treino "secretos", mestres do calibre de Flohr, Yuri Averbakh e Viacheslav Ragozin. Foi o desvendar, muitos anos depois, dos detalhes destes encontros, que proporcionou aos historiadores do xadrez uma abordagem inteiramente nova ao reinado de Botvinnik.
É talvez surpreendente que Botvinnik não seja solidamente apontado como um concorrente ao título de melhor jogador de todos os tempos. 

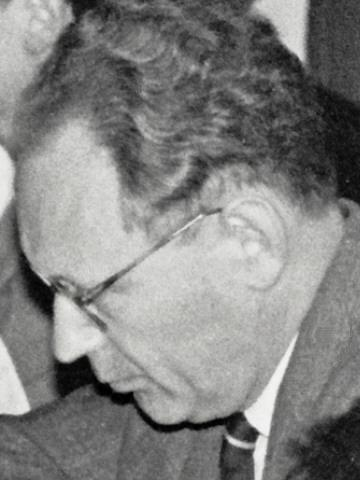
Mikhail Botvinnik (1961)

Por um lado, os seus feitos foram indubitavelmente impressionantes e deve ser recordado que muitos dos seus rivais, os mais jovens Paul Keres, David Bronstein, Vasily Smyslov, Mikhail Tal e Tigran Petrosian eram, por mérito próprio, jogadores formidáveis. Ele ainda iniciou uma nova forma de encarar o xadrez, com a sua forma de treino e profunda preparação das aberturas.
Por outro lado, os críticos apontam o fato de raramente aparecer em torneios após a Segunda Guerra Mundial e o seu registo fraco em matches do campeonato do mundo – duas derrotas, das quais conseguiu recuperar o título na desforra, tendo lutado para conseguir empatar os outros dois matches. Muitos consideram ainda que o jogo de Botvinnik era baseado na precisão dos movimentos, em vez de o ser nas jogadas intuitivas ou espetaculares – embora o jogador, de classe mundial, Reuben Fine, tenha escrito que a coleção dos melhores jogos de Botvinnik era uma das "três mais belas".
Três fatores contribuíram para o seu registo algo inconsistente. A Segunda Guerra Mundial rebentou exatamente quando Botvinnik entrou no seu melhor período – ele poderia ter sido campeão mundial cinco anos mais cedo, se a guerra não tivesse interrompido as competições internacionais de xadrez. Ele foi o único enxadrista de classe mundial que tinha em simultâneo com a sua atividade no xadrez, uma distinta e longa carreira noutra área – o governo soviético condecorou-o pelos seus feitos em engenharia, e Fine contava uma história que mostrava que Botvinnik estava igualmente comprometido com a engenharia e o xadrez. Finalmente, os campeões do mundo anteriores estavam livres para evitar os seus concorrentes mais fortes, da mesma forma que se passa com os pesos pesados do boxe atualmente – Botvinnik foi o primeiro campeão a ter de enfrentar os seus concorrentes mais fortes de três em três anos, e ainda assim conservou o título mais tempo que qualquer um dos seus sucessores excetuando Garry Kasparov.
Dos anos 1960 em diante, Botvinnik preferiu, em vez da competição, dedicar-se ao desenvolvimento de programas de xadrez para computador e assistir e treinar jogadores mais novos – os três famosos K’s soviéticos Anatoly Karpov, Garry Kasparov e Vladimir Kramnik foram três dos seus muitos estudantes.
A autobiografia de Botvinnik, K Dostizheniyu Tseli, foi publicada em russo em 1978, e a tradução em inglês em 1981 como Achieving the Aim (ISBN 0-08-024120-4).

## Principais resultados em torneios
| Data | Local           | Colocação | Observações |
| ---- | --------------- | --------- | --- |
| 1935 | Moscou 1935     | 1         | Com Salo Flohr em segundo, Emanuel Lasker em terceiro e Casablanca em quarto.                                                        |
| 1936 | Moscou 1936     | 2         | Torneio vencido por José Raul Capablanca e com participação de Emanuel Lasker e Salo Flohr.                                          |
| 1936 | Nottingham 1936 | 1         | Com José Raul Capablanca em segundo e Max Euwe em terceiro e com participação de Emanuel Lasker, Alexander Alekhine e Reuben Fine.   |
| 1938 | AVRO 1938       | 3         | Atrás de Paul Keres e Reuben Fine, esta competição teve a participação de Machgielis Euwe, Alexander Alekhine e José Raúl Capablanca |
| 1946 | Groninga 1946   | 1         | Com Machgielis Euwe em segundo, Vasily Smylov em terceiro e Miguel Najdorf em quarto.                                                |

## Obras

### Xadrez
- Botvinnik, M.M. (1960). One Hundred Selected Games. [S.l.]: Courier Dover. ISBN 0-486-20620-3. Consultado em 14 de agosto de 2009
- Botvinnik, M.M. (1972).  Cafferty, B., ed. Botvinnik's best games, 1947–1970. [S.l.]: Batsford. ISBN 0-7134-0357-8
- Botvinnik, M.M. (1973).  Garry, S., ed. Soviet chess championship, 1941: Complete text of games with detailed notes & an introduction. [S.l.]: Dover Publications. ISBN 0-486-22184-9
- Botvinnik, M.M. (1973). World Championship: The Return Match Botvinnik vs. Smyslov 1958. [S.l.]: Chess Digest Magazine
- Botvinnik, M.M. (1973). Alekhine vs. Euwe return match 1937. [S.l.]: Chess Digest
- Matanovic, A.; Kazic, B.; Yudovich, M.; Botvinnik, M.M. (1974). Candidates' matches 1974. [S.l.]: Centar Za Unapredivanje Saha
- Botvinnik, M.M. (1978). Anatoly Karpov: His Road to the World Championship. [S.l.]: Elsevier. ISBN 0-08-021139-9
- Botvinnik, M.M.; Estrin, Y. (1980). The Gruenfeld Defense. [S.l.]: Rhm Pr. ISBN 0-89058-017-0
- Botvinnik, M.M. (1981). Achieving the Aim. Traduzido por Cafferty, B. [S.l.]: Pergamon Press. ISBN 0-08-024120-4
- Botvinnik, M.M. (1981). Selected Games: 1967–1970. [S.l.]: Pergamon. ISBN 0-08-024123-9
- Botvinnik, M.M. (1982).  Marfia, J., ed. Fifteen Games and Their Stories. Coraopolis, Pennsylvania, U.S.A: Chess Enterprises. ISBN 0-931462-15-0
- Botvinnik, M.M. (1985). Botvinnik on the Endgame. [S.l.]: Chess Enterprises. ISBN 0-931462-43-6
- Botvinnik, M.M. (1996).  Neat, K.; Stauss, E., eds. Half a Century of Chess. [S.l.]: Cadogan Books. ISBN 1-85744-122-2
- Botvinnik, M.M. (2000).  Neat, K., ed. Botvinnik's Best Games Volume 1: 1925–1941. [S.l.]: Moravian Chess. ISBN 978-80-7189-317-2
- Botvinnik, M.M. (2000).  Neat, K., ed. Botvinnik's Best Games Volume 2: 1942–1956. [S.l.]: Moravian Chess. ISBN 80-7189-370-6
- Botvinnik, M.M. (2000).  Neat, K., ed. Botvinnik's Best Games Volume 3: 1957–1970 – Analytical & Critical Works. [S.l.]: Moravian Chess. ISBN 80-7189-405-2
- Botvinnik, M.M. (2002). Championship Chess : Match Tournament for the Absolute Chess Championship of the USSR, Leningrad-Moscow 1941. [S.l.]: Hardinge Simpole. ISBN 978-1-84382-012-3
- Botvinnik, M.M. (2004). Match for the World Chess Championship Mikhail Botvinnik-David Bronstein Moscow 1951. [S.l.]: Edition Olms. ISBN 3-283-00459-5
- Botvinnik, M.M. (2004).  Botvinnik, I., ed. World Championship Return Match: Botvinnik V. Tal, Moscow 1961. [S.l.]: Olms. ISBN 978-3-283-00461-3

### Computadores
- Botvinnik, M.M. (1970). Computers, Chess and Long-Range Planning. [S.l.]: Springer Verlag. ISBN 0-387-90012-8
- Botvinnik, M.M. (1984). Computers in Chess: Solving Inexact Search Problems. [S.l.]: Springer-Verlag. ISBN 0-387-90869-2